# Weltcupfinale 2013 (Spring- und Dressurreiten)
Das Weltcupfinale 2013 im Spring- und Dressurreiten war das Finale der Weltcupserien in zwei Pferdesportdisziplinen. Es fand vom 24. April bis zum 28. April 2013 im Scandinavium in Göteborg statt.

## Pferdesport in Göteborg
Alljährlich findet in Göteborg die Göteborg Horse Show statt. Das Turnier umfasst eine Weltcupprüfung im Springreiten und eine Weltcupprüfung im Dressurreiten. 
1979 fand hier das erste Weltcupfinale der Springreiter statt. Auch die Austragungen 1982, 1984, 1986, 1988, 1991, 1993, 1995, 1997, 1999, 2001 und 2008 wurden in Göteborg durchgeführt. Im Dressurreiten fanden die Weltcupfinals 1989, 1992, 1994, 1996, 1998 und 2003 hier statt.
Das Turnier wird regulär Ende Februar ausgetragen, für die Durchführung der Weltcupfinals wird das Turnier in den April verschoben.

## Dressurreiten

### Qualifizierte Teilnehmer
| Weltcupliga                                   | Anzahl der Reiter, die sich aus dieser Liga für das Weltcupfinale qualifizieren | qualifizierte Teilnehmer |
| --------------------------------------------- | ------------------------------------------------------------------------------- | --- |
| Zentraleuropaliga                             | 2                                                                               | Inna Logutenkova Tatiana Dorofeeva |
| Nordamerikanische Liga                        | 2                                                                               | David Marcus (Absage) Jacqueline Brooks Jaimey Irwin (Nachrücker)                                                                                          |
| Pazifische Liga                               | 1                                                                               | Lyndal Oatley (Absage, damit weitere Wildcard) |
| Westeuropaliga                                | 9                                                                               | Kristina Sprehe Valentina Truppa Isabell Werth Edward Gal Helen Langehanenberg Patrik Kittel Tinne Vilhelmson Silfvén Anna Kasprzak Marcela Krinke Susmelj |
| Teilnehmer aus dem Bereich Asien / Südamerika | 1                                                                               | nicht vergeben, damit weitere Wildcard |
| Wildcards der FEI                             | 2                                                                               | Minna Telde Sidsel Johansen Lillann Jebsen Marlies van Baalen                                                                                              |
| Weltcupsieger 2011/2012                       | 1                                                                               | Adelinde Cornelissen |

### Ablauf und Ergebnisse

#### Grand Prix
Am Donnerstagmittag (25. April) wurde der Grand Prix ausgetragen. Hierbei handelte es sich um die Einlaufprüfung, diese war jedoch für alle Teilnehmer des Weltcupfinales Dressur verpflichtend.
Vor der Prüfung zog Kristina Sprehe ihren Start zurück. Ihr Pferd Desperados lahmte bei Aufwärmtraining am rechten Vorderbein. Aufgrund von üppigem Blumenschmuck am Rande des Dressurvierecks, der morgens beim Training noch fehlte, erschraken mehrere Pferde. Einen von Patrick Kittel eingereichten Protest dagegen lehnte die Jury ab, da die Dekoration für alle Pferde in der Prüfung gleich war.
Ergebnis:
|   | Reiter                   | Pferd           | Bewertung |
| - | ------------------------ | --------------- | --------- |
| 1 | Helen Langehanenberg     | Damon Hill NRW  | 79,863 %  |
| 2 | Edward Gal               | Undercover      | 78,465 %  |
| 3 | Tinne Vilhelmson Silfvén | Don Auriello    | 77,432 %  |
| 4 | Adelinde Cornelissen     | Parzival        | 75,410 %  |
| 5 | Isabell Werth            | Don Johnson FRH | 75,015 %  |

(beste 5 von 17 Teilnehmern)

#### Grand Prix Kür (Finale)
Die Finalprüfung des FEI-Weltcup Dressurreiten fand am Nachmittag des 25. April (Samstag) statt. Hierbei handelte es sich um eine Grand Prix Kür.
Nachdem im Vorjahr bereits in mehreren Kommentaren ihre Kürprüfung als den Besten des Weltcupfinals gesehen hatten, gewann in Göteborg Helen Langehanenberg auch dem offiziellen Ergebnis nach. Ihr harmonischer Ritt mit dem Hengst Damon Hill NRW wurde mit 88,286 Prozent bewertet. Dies war das höchste Kürergebnis, das sie bisher in einer internationalen Prüfung erreichen konnte. Das Siegerpaar der letzten beiden Jahre, Adelinde Cornelissen und Parzival, erreichte ein Kürergebnis von 86,500 Prozent, was den zweiten Platz ergab.
Ergebnis:
|    | Reiter                   | Pferd              | Bewertung |
| -- | ------------------------ | ------------------ | --------- |
| 1  | Helen Langehanenberg     | Damon Hill NRW     | 88,286 %  |
| 2  | Adelinde Cornelissen     | Parzival           | 86.214 %  |
| 3  | Edward Gal               | Undercover         | 84,446 %  |
| 4  | Tinne Vilhelmson Silfvén | Don Auriello       | 82,964 %  |
| 5  | Isabell Werth            | Don Johnson FRH    | 80,429 %  |
| 6  | Valentina Truppa         | Eremo del Castegno | 79,696 %  |
| 7  | Patrik Kittel            | Scandic            | 78,393 %  |
| 8  | Anna Kasprzak            | Donnperignon       | 77,857 %  |
| 9  | Sidsel Johansen          | Schianto           | 75,393 %  |
| 10 | Minna Telde              | Santana            | 74,107 %  |
| 11 | Lillann Jebsen           | Pro-Set            | 71,679 %  |
| 12 | Marlies van Baalen       | Tango              | 70,286 %  |
| 13 | Marcela Krinke Susmelj   | Molberg            | 69,089 %  |
| 14 | Jacqueline Brooks        | D Niro             | 68,661 %  |
| 15 | Inna Logutenkova         | Vian Stallone      | 68,625 %  |
| 16 | Jaimey Irwin             | Lindor´s Finest    | 66,643 %  |
| 17 | Tatiana Dorofeeva        | Khorovod           | 63,393 %  |

## Springreiten
Mittelpunkt des Programms der Springreiter bilden die drei Wertungsprüfungen des Weltcupfinals. Daneben findet ein Rahmenturnier statt, dessen Höhepunkt die Göteborg Trophy am Samstagabend ist.

### Qualifizierte Teilnehmer (Weltcup)
| Weltcupliga                                         | Anzahl der Reiter, die sich aus dieser Liga für das Weltcupfinale qualifizieren | qualifizierte Teilnehmer |
| --------------------------------------------------- | ------------------------------------------------------------------------------- | --- |
| Arabische Liga                                      | 2                                                                               | Abdullah Sharbatly (Absage) Ali bin Chalid Al Thani Bassem Hassan Mohammed |
| Kaukasusliga                                        | 1                                                                               | Shalva Gachechiladze (Absage) |
| Zentralasiatische Liga                              | 1                                                                               | Gairat Nazarow (Absage) |
| Chinesische Liga                                    | 1                                                                               | Raena Leung |
| Zentraleuropaliga                                   | 3                                                                               | Anna Gromzina Kristaps Neretnieks Jarosław Skrzyczyński |
| Japanliga                                           | 1                                                                               | Koki Saito (Absage) |
| Nordamerikanische Liga                              | 2 Kanadier                                                                      | Jenn Serek (Absage) Jonathan Asselin (Absage) |
| Nordamerikanische Liga                              | 2 Mexikaner                                                                     | Enrique González (Absage) Manuel Senderos (Absage) |
| Nordamerikanische Liga                              | 10 US-Amerikaner                                                                | Ashlee Bond Karl Cook Lucy Davis Katherine Dinan Kent Farrington Charlie Jayne Reed Kessler Beezie Madden Christine McCrea McLain Ward |
| Nordamerikanische Liga                              | Nayel Nassar ° Shane Sweetnam °                                                 | |
| Pazifische Liga                                     | 2 Australier                                                                    | Alison Rowland (Absage) Evie Buller (Absage) |
| Pazifische Liga                                     | 1 Neuseeländer                                                                  | Maurice Beatson (Absage) |
| Südafrikaliga                                       | 1                                                                               | Jodi Pieters (Absage) |
| Mittelamerikanische und Karibische Liga             | 1                                                                               | Alvaro Enrique Tejada Arriola (Absage) |
| nördliche Südamerikanische Liga                     | 1                                                                               | Santiago Medina |
| südliche Südamerikanische Liga                      | 2                                                                               | Daniel Chaves Anicet (Absage) Cesar Almeida (Absage) |
| Südostasiatische Liga                               | 1                                                                               | Ferry Wahyu Hadiyanto (Absage) |
| Westeuropaliga                                      | 18                                                                              | Sergio Álvarez Moya Christian Ahlmann Kevin Staut Pius Schwizer Luciana Diniz Meredith Michaels-Beerbaum Marcus Ehning Edwina Tops-Alexander ° Malin Baryard-Johnsson Denis Lynch Marc Houtzager Henrik von Eckermann Jens Fredricson Pénélope Leprevost Roger-Yves Bost Hans-Dieter Dreher Steve Guerdat Rolf-Göran Bengtsson Gerco Schröder (Absage) Ludo Philippaerts |
| Sonderstartplatz für Teilnehmer des Gastgeberlandes | 1                                                                               | nicht zutreffend, da schwedische Reiter für das Weltcupfinale qualifiziert sind |
| Weltcupsieger 2011/2012                             | 1                                                                               | Rich Fellers |

° Zusatzreiter: Soweit ein Reiter seinen Wohnsitz in einem anderen Staat als seinem Heimatland hat, kann er in der Liga dieses Landes teilnehmen und wird zunächst auch für diese Liga gewertet. Soweit er sich anhand des Reglements dieser Liga für das Weltcupfinale qualifiziert, zählt er als zusätzlicher Teilnehmer nicht für die (begrenzte) Startplatzanzahl dieser Liga.

### Ablauf und Ergebnisse

#### Weltcup

##### 1. Teilprüfung
Die erste Teilprüfung des Weltcupfinales der Springreiter fand am 25. April (Donnerstag) ab 18:00 Uhr statt. Die Teilnehmer traten hier in einer Zeitspringprüfung an. Das Ergebnis wurde, wie im Artikel FEI-Weltcup Springreiten erläutert, in Strafpunkte umgerechnet.
Ergebnis:
|    | Reiter               | Pferd                 | Zeit                              | Punkte (Gesamtwertung) |
| -- | -------------------- | --------------------- | --------------------------------- | ---------------------- |
| 1  | Beezie Madden        | Simon                 | 62,28 s + 0 Strafsekunden = 62,28 | 40                     |
| 2  | Pius Schwizer        | Verdi III             | 62,79 s + 0 Strafsekunden = 62,79 | 38                     |
| 3  | Rolf-Göran Bengtsson | Casall                | 64,20 s + 0 Strafsekunden = 64,20 | 37                     |
| 4  | Luciana Diniz        | Lennox                | 64,40 s + 0 Strafsekunden = 64,40 | 36                     |
| 5  | Sergio Álvarez Moya  | Carlo                 | 64,79 s + 0 Strafsekunden = 64,79 | 35                     |
| 6  | Kevin Staut          | Silvana               | 65,04 s + 0 Strafsekunden = 65,04 | 34                     |
| 7  | Jens Fredricson      | Lunatic               | 66,23 s + 0 Strafsekunden = 66,23 | 33                     |
| 8  | Pénélope Leprevost   | Nayana                | 66,26 s + 0 Strafsekunden = 66,26 | 32                     |
| 9  | Katherine Dinan      | Nougat du Vallet      | 66,50 s + 0 Strafsekunden = 66,50 | 31                     |
| 10 | McLain Ward          | Super Trooper de Ness | 62,63 s + 4 Strafsekunden = 66,63 | 30                     |

(beste 10 von 39 Teilnehmern)

##### 2. Teilprüfung
Die zweite Prüfung des Weltcupfinales wird am Freitagabend durchgeführt. Hierbei handelt es sich um eine Springprüfung mit einmaligem Stechen.
Nach den ersten beiden Teilprüfungen werden die erreichten Punkte der Teilnehmer zusammengerechnet. Anschließend werden diese Wertungspunkte in Fehlerpunkte umgerechnet.
Ergebnis:
|               | Reiter                | Pferd                 | 1. Umlauf | 1. Umlauf     | Stechen  | Stechen | Punkte (Gesamtwertung) |
| Straf- punkte | Reiter                | Pferd                 | Zeit (s)  | Straf- punkte | Zeit (s) |         | Punkte (Gesamtwertung) |
| ------------- | --------------------- | --------------------- | --------- | ------------- | -------- | ------- | ---------------------- |
| 1             | Steve Guerdat         | Nino des Buissonnets  | 0         | -             | 0        | 34,09   | 40                     |
| 2             | Marc Houtzager        | Tamino                | 0         | -             | 0        | 36,80   | 38                     |
| 3             | Luciana Diniz         | Lennox                | 0         | -             | 0        | 37,22   | 37                     |
| 4             | Roger Yves Bost       | Myrtille Paulois      | 0         | -             | 0        | 37,92   | 36                     |
| 5             | Kevin Staut           | Silvana               | 0         | -             | 0        | 39,23   | 35                     |
| 6             | Kristaps Neretnieks   | Conte Bellini         | 0         | -             | 0        | 40,23   | 34                     |
| 7             | Edwina Tops-Alexander | Ego van Orti          | 0         | -             | 0        | 42,10   | 33                     |
| 8             | McLain Ward           | Super Trooper de Ness | 0         | -             | 4        | 35,98   | 32                     |
| 9             | Beezie Madden         | Simon                 | 0         | -             | 4        | 36,62   | 31                     |
| 10            | Rolf-Göran Bengtsson  | Quintero              | 0         | -             | 4        | 36,81   | 30                     |

(beste 10 von 38 Teilnehmern)

##### 3. Teilprüfung
Den Abschluss bildete die dritte Teilprüfung, eine Springprüfung mit zwei unterschiedlichen Umläufen. Diese wurde nicht gegen die Zeit geritten, eine erlaubte Zeit war jedoch vorgesehen.
Am ersten Umlauf dieser am Sonntagnachmittag ausgetragenen Prüfung durften nur noch die 25 bestplatzierten Reiter aus den ersten zwei Teilprüfungen teilnehmen. Nachdem in der zweiten Teilprüfung sehr viele Reiter ohne Fehler blieben, erstellte Parcoursbauer Uliano Vezzani einen extrem schweren ersten Umlauf. Dies hatte zur Folge, dass es in diesem ersten Umlauf keinen fehlerfreien Ritt gab, viele Reiter mussten acht oder mehr Strafpunkte hinnehmen.
Im zweiten Umlauf starten noch 17 Reiter mit ihren Pferden. Hier führte insbesondere der Schlusssprung bei mehreren Reitern zu Fehlern, zwei Reiter schafften dennoch einen fehlerfreien Ritt.
Ergebnis:
|               | Reiter                | Pferd                 | 1. Umlauf     | 2. Umlauf     | Gesamt |
| Straf- punkte | Reiter                | Pferd                 | Straf- punkte | Straf- punkte |        |
| ------------- | --------------------- | --------------------- | ------------- | ------------- | ------ |
| 1             | Sergio Álvarez Moya   | Carlo                 | 4             | 0             | 4      |
| 1             | Steve Guerdat         | Nino des Buissonnets  | 4             | 0             | 4      |
| 3             | Karl Cook             | Jonkheer Z            | 4             | 4             | 8      |
| 3             | Henrik von Eckermann  | Gotha FRH             | 4             | 4             | 8      |
| 3             | McLain Ward           | Super Trooper de Ness | 4             | 4             | 8      |
| 3             | Kevin Staut           | Silvana               | 4             | 4             | 8      |
| 3             | Beezie Madden         | Simon                 | 4             | 4             | 8      |
| 8             | Edwina Tops-Alexander | Ego van Orti          | 5             | 5             | 10     |
| 8             | Rolf-Göran Bengtsson  | Quintero              | 9             | 1             | 10     |

(beste 9 von 23 Teilnehmern)

##### Endstand
Am Ende der dritten Prüfung war der Weltcup noch nicht entschieden, zwischen den zwei im Gesamtergebnis bestplatzierten Reitern wurde ein Stechen erforderlich. Den Anfang im Stechen machte das Olympiasiegerpaar, Steve Guerdat und Nino des Buissonnets. Guerdat versuchte über enge Wendungen eine gute Zeit herauszuholen, verschätzte sich jedoch auf der Schlusslinie und musste acht Strafpunkte hinnehmen. Beezie Madden konnte ihren Stechritt mit Simon ruhig angehen lassen, war über zehn Sekunden langsamer als Guerdat. Da sie jedoch keine Fehler im Stechen hatte, gewann Madden zum ersten Mal in ihrer Karriere das Weltcupfinale.
Stechen um den Weltcupsieg:
|               | Reiter        | Pferd                | Stechen  | Stechen |
| Straf- punkte | Reiter        | Pferd                | Zeit (s) |         |
| ------------- | ------------- | -------------------- | -------- | ------- |
| 1             | Beezie Madden | Simon                | 0        | 41,66   |
| 2             | Steve Guerdat | Nino des Buissonnets | 8        | 30,33   |

Gesamtergebnis vor dem entscheidenden Stechen:
|        | Reiter                     | Pferd/ Pferde                  | 1. Prüfung | 2. Prüfung    | Punkte aus Prüfung 1 und 2 | Punkte, umgerechnet in Strafpunkte | 3. Prüfung    | 3. Prüfung | Straf- punkte |
| Punkte | Reiter                     | Pferd/ Pferde                  | Punkte     | Straf- punkte | Punkte aus Prüfung 1 und 2 | Punkte, umgerechnet in Strafpunkte | Straf- punkte |            | Straf- punkte |
| ------ | -------------------------- | ------------------------------ | ---------- | ------------- | -------------------------- | ---------------------------------- | ------------- | ---------- | ------------- |
| 1      | Beezie Madden              | Simon                          | 40         | 31            | 71                         | 1                                  | 4             | 4          | 9             |
| 1      | Steve Guerdat              | Nino des Buissonnets           | 23         | 40            | 63                         | 5                                  | 4             | 0          | 9             |
| 3      | Kevin Staut                | Silvana                        | 34         | 35            | 69                         | 2                                  | 4             | 4          | 10            |
| 4      | Sergio Álvarez Moya        | Carlo                          | 35         | 21            | 56                         | 8                                  | 4             | 0          | 12            |
| 5      | McLain Ward                | Super Trooper de Ness          | 30         | 32            | 62                         | 5                                  | 4             | 4          | 13            |
| 5      | Rolf-Göran Bengtsson       | Casall und Quintero            | 37         | 30            | 67                         | 3                                  | 9             | 1          | 13            |
| 7      | Marc Houtzager             | Tamino und Uppity              | 26         | 38            | 64                         | 4                                  | 8             | 4          | 16            |
| 8      | Henrik von Eckermann       | Gotha FRH                      | 25         | 24            | 49                         | 12                                 | 4             | 4          | 20            |
| 8      | Luciana Diniz              | Lennox                         | 36         | 37            | 73                         | 0                                  | 12            | 8          | 20            |
| 10     | Reed Kessler               | Cylana                         | 27         | 28            | 55                         | 9                                  | 8             | 8          | 25            |
| 11     | Karl Cook                  | Jonkheer Z                     | 22         | 10            | 32                         | 20                                 | 4             | 4          | 28            |
| 12     | Jens Fredricson            | Lunatic                        | 33         | 14            | 47                         | 13                                 | 12            | 4          | 29            |
| 12     | Edwina Tops-Alexander      | Ego van Orti und Erenice Horta | 2          | 33            | 35                         | 19                                 | 5             | 5          | 29            |
| 14     | Denis Lynch                | All Star                       | 9          | 25            | 36                         | 18                                 | 4             | 8          | 30            |
| 15     | Ludo Philippaerts          | Challenge van de Begijnakker   | 18         | 29            | 47                         | 13                                 | 4             | 16         | 33            |
| 16     | Katherine Dinan            | Nougat du Vallet               | 31         | 5             | 36                         | 18                                 | 8             | 12         | 38            |
| 17     | Charlie Jayne              | Chill R Z                      | 29         | 12            | 41                         | 16                                 | 8             | 20         | 44            |
| 18     | Pius Schwizer              | Verdi III und Picsou du Chene  | 38         | 25            | 63                         | 5                                  | 20            | DNS        |               |
| 19     | Hans-Dieter Dreher         | Embassy II                     | 28         | 22            | 50                         | 11                                 | 16            | DNS        |               |
| 20     | Malin Baryard-Johnsson     | Tornesch                       | 20         | 13            | 33                         | 20                                 | 8             | DNS        |               |
| 21     | Kristaps Neretnieks        | Conte Bellini und Continue     | 3          | 34            | 37                         | 18                                 | 17            |            |               |
| 22     | Roger Yves Bost            | Myrtille Paulois               | 17         | 36            | 53                         | 10                                 | RET           |            |               |
| 23     | Marcus Ehning              | Titus                          | 13         | 26            | 39                         | 17                                 | RET           |            |               |
| 24     | Pénélope Leprevost         | Nayana                         | 32         | 19            | 51                         | 11                                 | DNS           |            |               |
| 25     | Meredith Michaels-Beerbaum | Bella Donna                    | 20         | 23            | 43                         | 15                                 | DNS           |            |               |
| 26     | Kent Farrington            | Uceko                          | 24         | 9             | 35                         | 19                                 |               |            |               |
| 27     | Ali bin Khalid Al Thani    | California                     | 14         | 17            | 31                         | 21                                 |               |            |               |
| 28     | Christine McCrea           | Take One                       | 21         | 8             | 29                         | 22                                 |               |            |               |
| 29     | Lucy Davis                 | Nemo                           | 10         | 16            | 26                         | 23                                 |               |            |               |
| 29     | Rich Fellers               | Flexible                       | 6          | 20            | 26                         | 23                                 |               |            |               |
| 31     | Bassem Hassan Mohammed     | Rosalia                        | 7          | 18            | 25                         | 24                                 |               |            |               |
| 31     | Christian Ahlmann          | Taloubet Z                     | 15         | 9             | 24                         | 24                                 |               |            |               |
| 33     | Ashlee Bond                | Wistful                        | 5          | 15            | 20                         | 26                                 |               |            |               |
| 34     | Shane Sweetnam             | Amaretto d'Arco                | 12         | 7             | 19                         | 27                                 |               |            |               |
| 34     | Jarosław Skrzyczyński      | Balouzino                      | 16         | 3             | 19                         | 27                                 |               |            |               |
| 36     | Anna Gromzina              | Pimlico                        | 11         | 6             | 17                         | 28                                 |               |            |               |
| 37     | Nayel Nassar               | Vangelis S                     | 8          | 4             | 12                         | 30                                 |               |            |               |
| 38     | Santiago Medina            | Monterrey                      | 4          | 2             | 6                          | 33                                 |               |            |               |
| 39     | Raena Leung                | Orphee du Granit               | 1          | DNS           |                            |                                    |               |            |               |

ELI = ausgeschieden
DNS = nicht gestartet
RET = aufgegeben / verzichtet

#### Weitere Prüfungen

##### Göteborg Trophy
Außerhalb der Weltcupwertung wurde ein Rahmenturnier durchgeführt. Den Höhepunkt hiervon bildete am Samstagabend die Göteborg Trophy. Diese Prüfung war als Springprüfung mit einmaligem Stechen mit Hindernissen bis zu einer Höhe von 1,55 Meter ausgeschrieben.
Die im Weltcupfinale glücklosen deutschen Reiter waren in der Göteborg Trophy umso erfolgreicher: Der Sieg ging an Ludger  Beerbaum, der sich für das Weltcupfinale überhaupt nicht qualifizieren konnte. Christian Ahlmann, der das zweite Jahr in Folge im Weltcupfinale auf die hinteren Rängen kam, gelang mit Taloubet Z noch ein sechster Platz in der Göteborg Trophy. Auch das glücklose Vorjahressiegerpaar des Weltcups, Rich Fellers und Flexible, konnte sich in dieser Prüfung platzieren.
Ergebnis:
|               | Reiter               | Pferd     | 1. Umlauf | 1. Umlauf     | Stechen  | Stechen |
| Straf- punkte | Reiter               | Pferd     | Zeit (s)  | Straf- punkte | Zeit (s) |         |
| ------------- | -------------------- | --------- | --------- | ------------- | -------- | ------- |
| 1             | Ludger Beerbaum      | Chaman    | 0         | -             | 0        | 30,97   |
| 2             | Marcus Ehning        | Plot Blue | 0         | -             | 0        | 32,02   |
| 3             | Rolf-Göran Bengtsson | Casall    | 0         | -             | 0        | 32,12   |
| 4             | Rich Fellers         | Flexible  | 0         | -             | 0        | 32,13   |
| 5             | Nayel Nassar         | Lordan    | 0         | -             | 0        | 34,82   |

(beste 5 von 39 Teilnehmern)

## Medien
Im deutschsprachigen Raum übertrug das ZDF live im Rahmen der Sendung SPORTextra am Samstag von der Grand Prix Kür sowie am und Sonntag Teile der dritten Finalprüfung der Springreiter. Beide Übertragungen hatten den Umfang von jeweils rund einer Stunde. Eurosport zeigte am 8. Mai 2013 einstündige Zusammenfassungen von den Finalprüfungen beider Disziplinen.